# Calf-Intestinal-Phosphatase
Bei der Calf Intestinal Phosphatase (CIP) handelt es sich um eine Alkalische Phosphatase, ein in der Molekularbiologie gebräuchliches Enzym, welches die Hydrolyse freier Phosphatgruppen von biologischen Makromolekülen katalysiert. Gemäß seiner Bezeichnung wurde es zuerst aus dem Darminhalt von Kälbern isoliert. Die Calf Intestine Phosphatase dephosphoryliert vorwiegend DNA, RNA und Proteine und bevorzugt ein leicht alkalisches Milieu als Reaktionsmedium.

## Anwendungen
In der Biochemie und Molekularbiologie wird sie insbesondere beim Klonieren von Plasmid-DNA zur Vermeidung einer Selbstligation nach einem Schnitt mit Restriktionsenzymen eingesetzt. Als Alternative findet die durch Erhitzen denaturierbare Shrimp Alkaline Phosphatase und die antarktische Phosphatase Anwendung.